# 다우더
《다우더》는 2014년에 개봉한 대한민국의 영화이다.

## 캐스팅
- 심혜진 : 산이 엄마 역
- 구혜선 : 산 역
- 이해우 : 진우 역
- 현승민 : 어린 산 역
- 윤다경 : 정희 역
- 양현모 : 동원 역
- 권범택 : 정희 아버지 역
- 김경태 : 의사 역